# Valdo Filho
Valdo Filho, brazilski nogometaš in trener, * 12. januar 1964.
Za brazilsko reprezentanco je odigral 45 uradnih tekem in dosegel štiri gole.